# 애니타운
애니타운(영어: AniTown), 『 애니타운 』- (Utopia of the Animations)은 2003년에 개설된 네이버 카페이다. 2003년 12월 9일에 개설되었고 만화와 애니메이션을 다루는 카페이며 미연시도 제공하며 가장 오래된 애니메이션 관련 네이버 카페다. 또한 미소녀, 모에화 관련 글도 있으며 정보 글들도 포함하고 네이버의 대표 애니카페이다.

## 연혁
- 2003년 12월 9일 - 네이버 카페 '애니타운' 개설
- 2013년 12월 9일 - 네이버 카페 '애니타운' 개설 10주년
- 2022년 7월 16일 - 애니타운 운영 종료 및 자동차 관련 커뮤니티 카페로 전환

## 게시판 및 설명
만화 관련 게시판, 애니 관련 게시판, 코스프레 관련 게시판 등 여러 종류들의 게시판들이 있다. 애니메이션에는 애니 토론, vs 논쟁 게시판과 새 게시글, 애니 연구가 있고 코스프레 // Voice에는 베스트 코스프레, 제이 코스국내 코스프레, 해외 코스프레가 있다.
다음은 주 게시판 목록이다. 모든 게시판 등 사용하지 않는 게시판은 제외한다.
- ｏ정보/뉴스/루머: 신작애니, 라이트노벨 등 새 게시글들이 등판한다.
- ★ 질문/답변: 애니, 만화, 캐릭터, 라이트노벨 관련 질문을 할 수 있다.
- ★ 자유/일상 Talk: 자유는 자유게시판이고 일상은 생활이며 톡은 채팅을 일컫는 말이다.

## 특징
이 카페회원들은 일본 애니메이션에 대해 관심이 많고 시뮬레이션 게임에 대해 관심이 많다. 카페 랭킹 가이드에 나무 항목에는 나무5단계가 아닌 숲이라는 단어가 있다. 2017년 초 카페회원들이 많아졌으나 10월 기준 카페회원 수가 줄어들었다.